# 紅翼假鰓鱂
紅翼假鰓鱂，為輻鰭魚綱鯉齒目鰕鱂亞目鰕鱂科的其中一種，為熱帶淡水魚，被IUCN列為瀕危保育類動物，分布於非洲坦尚尼亞姆貝齊河和盧胡勒河流域，體長可達5.5公分，棲息在季節性沼澤、水塘底中層水域，生活習性不明，可作為觀賞魚。

## 擴展閱讀
維基物種上的相關：紅翼假鰓鱂
1. ↑  Nagy, B.; Watters, B. . The IUCN Red List of Threatened Species. 2019, 2019: e.T141974769A47184187  [17 November 2021]. doi:10.2305/IUCN.UK.2019-3.RLTS.T141974769A47184187.en .